# Elymus arizonicus
Elymus arizonicus är en gräsart som först beskrevs av Frank Lamson Scribner och Jared Gage Smith, och fick sitt nu gällande namn av Gould. Elymus arizonicus ingår i släktet elmar, och familjen gräs. Inga underarter finns listade i Catalogue of Life.